# Baczyn (województwo zachodniopomorskie)
Baczyn (niem. Voßberg) – kolonia w Polsce położona w województwie zachodniopomorskim, w powiecie choszczeńskim, w gminie Choszczno. W latach 1975–1998 miejscowość administracyjnie należała do województwa gorzowskiego. W roku 2007 kolonia liczyła 30 mieszkańców. Kolonia wchodzi w skład sołectwa Smoleń.